# Eliseo Salazar
Eliseo Salazar (n. 14 noiembrie 1954) a fost un pilot chilian de Formula 1 care a evoluat în Campionatul Mondial între anii 1981 și 1983.